# رنجقان
رنجقان، روستایی از توابع بخش خرانق شهرستان اردکان در استان یزد ایران است.

## جمعیت
این روستا در دهستان زرین قرار دارد و براساس سرشماری مرکز آمار ایران در سال ۱۳۸۵، جمعیت آن ۱۸ نفر (۷خانوار) بوده‌است.